# Roger Daltrey
Roger Harry Daltrey (London, 1944. március 1. -) angol énekes, zenész és dalszerző, aki a The Who tagjaként vált világhírűvé. A hetvenes évek második felétől kezdve számos szólóalbuma jelent meg.

## Diszkográfia
Szólólemezek
- Daltrey (1973)
- Ride a Rock Horse (1975)
- One of the Boys (1977)
- McVicar (1980)
- Parting Should Be Painless (1984)
- Under a Raging Moon (1985)
- Can't Wait to See the Movie (1987)
- Rocks in the Head (1992)
- As Long as I Have You (2018)